# Вітаутас Сіріос-Ґіра
Вітаутас Сіріос-Ґіра (лит. Vytautas Sirijos Gira; *12 квітня 1911, Вільнюс — †14 лютого 1997, Вільнюс) — литовський поет, прозаїк, перекладач; син письменника Людаса Ґіри. Сіріос — псевдонім, що став разом із прізвищем літературним ім'ям.

## Біографія
З 1920 жив в Каунасі. У 1931 закінчив Каунаську єзуїтську гімназію і в тому ж році випустив першу книгу віршів «Гол у майбутнє». 
У 1931-1936 навчався медицині в Університеті Вітовта Великого. 
Працював журналістом, вчителем. 
У зрілому віці закінчив Вільнюський університет, отримав диплом (1949) і працював лікарем.

## Сім'я
Дружина Альмон Сіріос-Гірене (лит. Almonė Sirijos Girienė), дочка Дануте Сіріос-Ґіра (лит. Danutė Sirijos Giraitė), син Альгірдас Сіріос-Ґіра (лит. Algirdas Sirijos Gira).

## Творчість
Випустив кілька збірок віршів і романів. Перший роман «Буенос-Айрес» (1956) зображує довоєнний Каунас.
Автор п'єс. Співавтор сценарію кінофільму «Адам хоче бути людиною» (співавтор сценарію і режисер Вітаутас Жалакявічус; 1959), та «Рай червоного дерева» (разом з Альгірдасом Кратулісом і Броніумом Талачкою ).